# Katie Piper
Kate Elizabeth Piper (ur. 12 października 1983 w Andover w hrabstwie Hampshire) – brytyjska filantropka, prezenterka telewizyjna, pisarka, osobowość telewizyjna i była modelka, która zdobyła rozgłos w mediach po tym, jak w 2009 opowiedziała publicznie o tym, jak rok wcześniej została poparzona kwasem przez swojego byłego partnera, wskutek czego musiała przejść operację plastyczną twarzy.

## Życiorys
Historia Katie Piper stała się inspiracją do filmu dokumentalnego Channel 4 Katie: Moja piękna twarz, a także kilku kolejnych dokumentów tworzonych przez stację. Pod koniec 2009 założyła fundację własnego imienia, dzięki której pomaga ofiarom poparzeń i innych oszpecających obrażeń.
W lutym 2011 wydała książkę autobiograficzną pt. Beautiful. W kolejnych latach wydała kilka innych książek: Things Get Better: If you believe then you will survive (2012), Start Your Day with Katie (2012), Beautiful Ever After (2014) i Confidence: the Secret (2016). W latach 2011–2012 była felietonistką magazynu „Reveal”, a w latach 2012–2014 pisała dla tygodnika „Now”. Pojawiała się gościnnie w wielu brytyjskich programach śniadaniowych, poza tym brała udział w reality show stacji Channel 4 Hotel GB (2012) i 16. edycji programu Strictly Come Dancing (2018). Od 2016 prowadzi program Never Seen a Doctor.
Jest zamężna z Richardem Jamesem Suttonem; zaręczyli się w grudniu 2014, a 6 listopada 2015 wzięli ślub. Mają dwie córki, Belle Elizabeth (ur. w marcu 2014) i drugą, urodzoną 13 grudnia 2017.